# Hästgrundreven
Hästgrundreven is een Zweeds eiland /zandbank behorend tot de Lule-archipel. Het eiland ligt in het noorden van de Botnische Golf. Het heeft geen oeververbinding en is onbebouwd.